# Bůh chrání milence
Bůh chrání milence (v originále Gott schützt die Liebenden) je jeden z prvních románů rakouského spisovatele J. M. Simmela, který vznikl v roce 1957.
V roce 1973 režisér Alfred Vohrer natočil stejnojmenný film. Hudbu složil Hans-Martin Majewski. V roli Paula Hollanda se představil Harald Leipnitz.

## Děj
Paul Holland odjíždí na devět dní na služební cestu a když se vrátí, dozví se, že Sibylle, kterou nadevše miloval, zmizela. Rozjíždí se pátrání, ale nic to nepřinese, a tak vezme vyšetřování do vlastních rukou. Jde po stopách pěti Italů, kteří Sibylle obtěžovali a nakonec odjíždí do Rakouska, kde se má setkat s jedním z nich. Ale přijíždí pozdě. Ital je mrtvý. Na místě činu najde půvabnou ženu Petru Wendovou a ta mu prozradí, že žena, kterou si chtěl vzít, se nejmenuje Sibylle, ale Victoria.
Paul Holland, poté, co mu Petra vypověděla Sibyllin příběh, zjišťuje, že o Sibylle neví vůbec nic. Chce ji udat, ale neudělá to. Naopak. Pomůže ji k útěku.
Paul Holland se vrací zpět do Rakouska, ale tam ho přistihne Petra Wendová a začne ho vydírat. Je donucen jí odevzdat pas, zavolat Sibylle, aby přijela do Vídně. Jenže Sibylle něco tuší.
V domě Petry Wendové nejdřív Sibylle postřelí Paula Hollanda a pak se sama zastřelí.
Po její smrti začne Paul Holland psát své zážitky. Po dopsání své knihy je jeho osud zpečetěn. Letadlo letící do Brazílie spadlo do moře a všichni cestující zahynuli. Mezi nimi i Paul Holland.